# Малышенко, Александр Викторович
Александр Викторович Малышенко (укр. Олександр Вікторович Малишенко; род. 30 июня 1960, Луганск) — советский и украинский футболист, выступавший на позиции нападающего. Мастер спорта СССР (1989). Выступал в высших лигах СССР (86 матчей, 26 голов) и Венгрии. Лучший бомбардир в истории луганской «Зари» (124 мяча в 354 матчах).

## Биография
С 7 лет занимался футболом в школе «Зари», затем — в луганском спортинтернате, первый тренер — Вадим Дмитриевич Добижа. Призывался в юношеские и молодёжные сборные СССР, становился победителем и призёром молодёжных турниров, сыграл 1 матч за олимпийскую сборную СССР.
В 1977 году приглашён в состав луганской «Зари», но в первом сезоне играл только за дубль. Дебютировал в высшей лиге 12 апреля 1978 года в выездном матче против «Днепра», выйдя на замену на 84-й минуте вместо Анатолия Оленёва. Первый гол забил 14 октября 1978 года в ворота тбилисского «Динамо». После того, как «Заря» вылетела из высшей лиги в 1979 году, продолжил играть за команду в первой лиге.
В 1981 году перешёл в состав «Таврии», дебютировавшей в высшей лиге. Стал лучшим бомбардиром команды с 11 забитыми мячами в 32 матчах, но не смог помочь команде удержаться на высшем уровне. По окончании сезона вернулся в «Зарю», где выступал следующие четыре года. В 1985—1986 годах проходил военную службу, выступая за львовский «СКА-Карпаты».
В 1987 году присоединился к «Металлисту», выступавшему в высшей лиге. Стал финалистом Кубка Федерации футбола, принял участие в финальном матче, в котором «Металлист» уступил московскому «Спартаку» 1:4. Участвовал в победной кампании «Металлиста» в Кубке СССР 1987/88, выходил на поле в четырёх матчах 1/16 и 1/8 финала против «Красной Пресни» и сухумского «Динамо», забив в них четыре мяча. Во время зимнего межсезонья 1987/88 вернулся в «Зарю» и в финальных стадиях Кубка не играл.
В последних сезонах чемпионата СССР выступал за «Зарю», а также в 1991 году играл за северодонецкий «Химик». Осенью 1991 года уехал играть в Венгрию, в клуб «Ньиредьхаза», с ним вышел из первого дивизиона в высший и в сезоне 1992/93 сыграл 11 матчей в высшем дивизионе чемпионата Венгрии. Впоследствии выступал за клубы первого дивизиона «Эгер Тенгей-Кёзмю» и «Хайдунанаш». В промежутке, летом 1993 года играл в кубковых матчах за «Авангард» (Ровеньки).
Вернувшись на Украину в 1995 году, выступал за клубы низших дивизионов. В том числе в сезоне 1996/97 играл за луганскую «Зарю», выступавшую в то время в первой лиге. На профессиональном уровне играл до 38-ми лет, а за любительские клубы выступал до 42-х лет (в чемпионатах Луганской и Ростовской областей).
По окончании спортивной карьеры некоторое время занимался бизнесом. В 2012 году стал тренером детской школы луганской «Зари».
Является лучшим бомбардиром «Зари» за всю историю — 124 гола во всех официальных турнирах, в том числе 120 голов — в чемпионатах СССР и Украины.

## Стиль игры
Прирожденный форвард, обладавший неповторимым почерком и своеобразным видением игры, демонстрировал безукоризненную технику, отменную координацию. Отличался умением мгновенно принимать верные решения и вместе с тем нанести точный сильный удар, прекрасно прикрывал мяч корпусом, часто действовал на опережение соперника. Обладал невероятным голевым чутьем. Мог в одиночку, благодаря блестящему дриблингу, решить исход поединка.— football.lg.ua

## Личная жизнь
Женат, есть сын.

## Достижения
- Обладатель «Кубка юности»: 1976
- Победитель Молодёжных игр СССР: 1977
- Финалист Кубка Федерации: 1987
- Обладатель Кубка СССР: 1987/88